# Winnall (Hampshire)
Winnall – osada w Anglii, w Hampshire. W 1901 roku civil parish liczyła 122 mieszkańców.